# Frank Fay
Frank Fay (1870–1931) var en irsk skuespiller og medstifter af Abbey Theatre, som senere blev til Irlands nationalteater. Han var desuden bror til William Fay, og sammen opførte de skuespil rundt omkring i Dublin for senere at grundlægge W. G. Fay's Irish National Dramatic Company, som fokuserede på udviklingen af irsk skuespiltalent. Brøderne emigrerede til USA efter i 1908 at have forladt bestyrelsen ved Abbey Theatre.